# Adolphe Le Flô

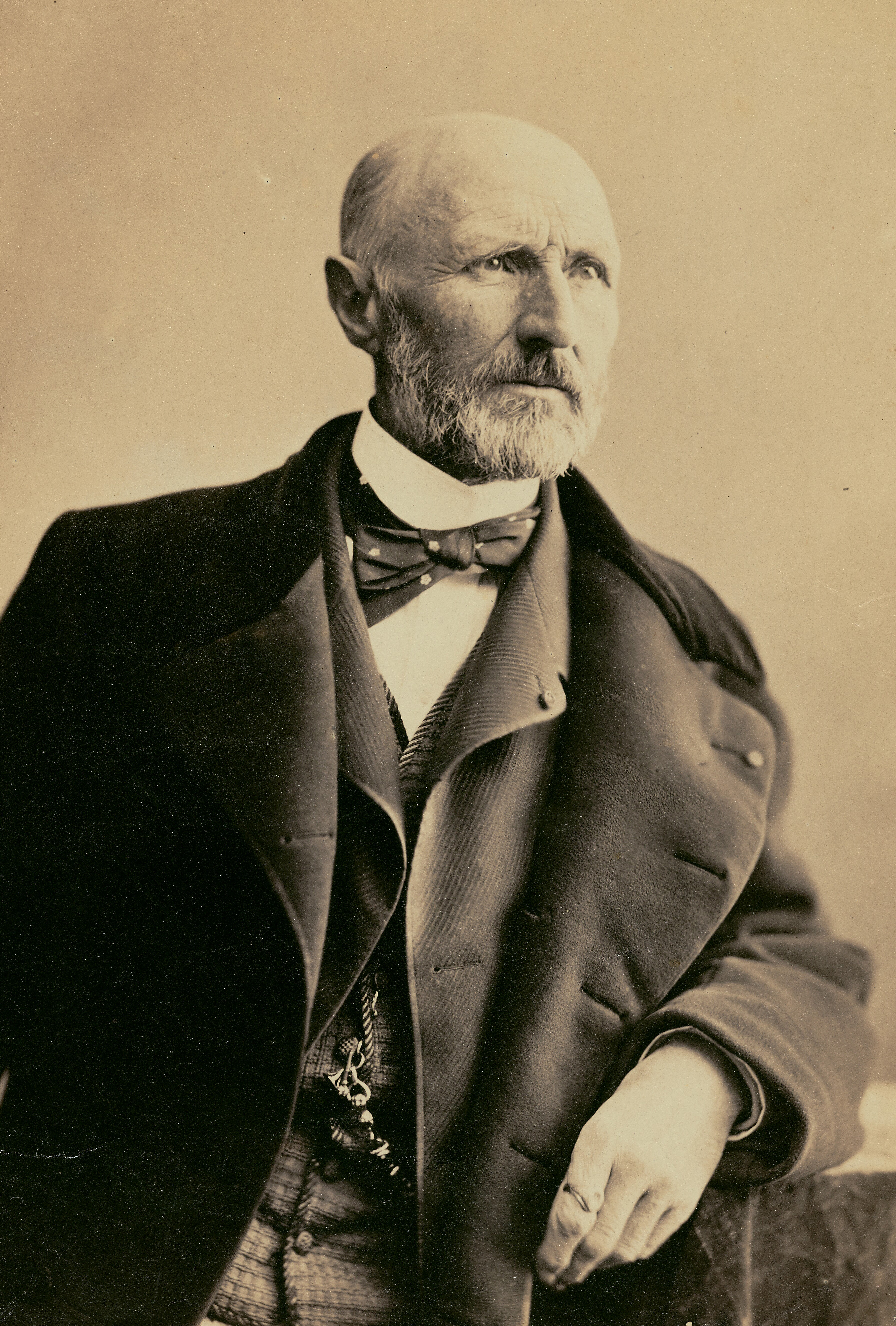
Adolphe Charles Le Flô (1804–1887) französischer General

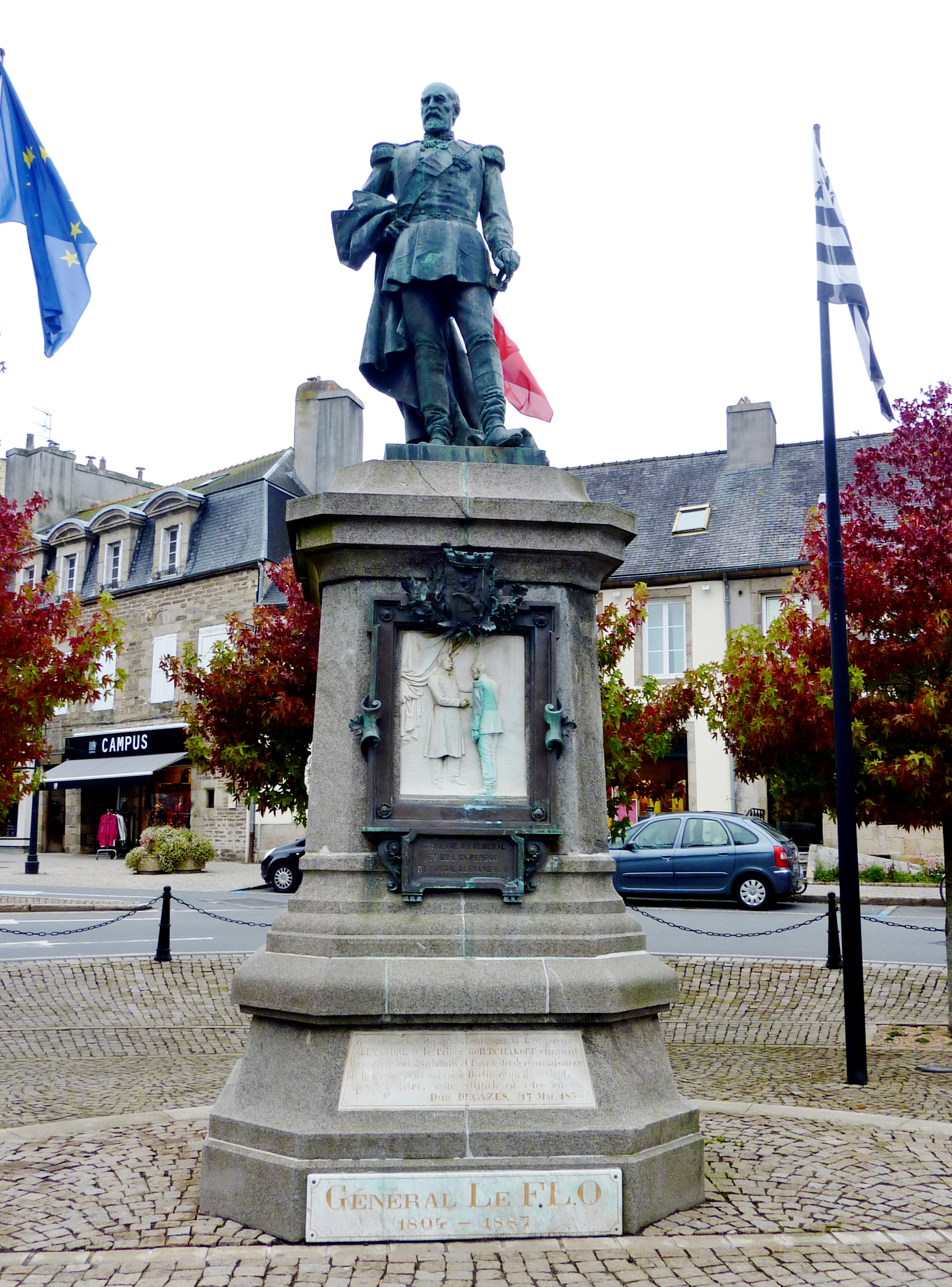
Statue in Lesneven, Bretagne

Adolphe Charles Le Flô (* 2. November 1804 in Lesneven, Département Finistère; † 16. November 1887 in Néchoat bei Morlaix) war ein französischer General und Staatsmann.

## Leben
Le Flô trat 1825 in das französische Heer ein und wurde 1844 Oberst. Während der Zweiten Republik wurde er 1848 zum Général de brigade befördert und zum Botschafter in Sankt Petersburg ernannt. Im März 1849 nahm er seinen Sitz in der Nationalversammlung ein, wo er anfangs die Politik Louis Bonapartes unterstützte, später jedoch dessen erklärter Gegner wurde. Beim Staatsstreich vom 2. Dezember 1851 wurde Le Flô verhaftet und im Januar 1852 aus Frankreich verbannt.
Le Flô lebte seit dieser Zeit in Belgien und England, bevor er 1859 wieder nach Frankreich zurückkehren durfte. Nach dem Sturz des Kaiserreichs 1870 berief die Regierung der nationalen Verteidigung Le Flô an die Spitze des Kriegsministeriums. Er trat 1871 in die Nationalversammlung und wurde am 19. Februar von Thiers erneut an die Spitze des Kriegsministeriums berufen. Doch bereits im August sandte man ihn wieder als Botschafter nach Sankt Petersburg. Aus dieser Stellung wurde er 1879 abberufen und trat danach in den Ruhestand.

## Denkmale
Denkmale Le Flôs stehen in Nantes, Morlaix und Lesneven. Das letztgenannte wurde von Cyprian Godebski gebaut.